# Sigrid Ammitzbøll
Sigrid Ammitzbøll, född 1894, död 1988, var en dansk kvinnosakspolitiker och ämbetsman.
Hon blev Danmarks första kvinnliga amtsfuldmægtig (länsskrivare) på amtskontoret i Skanderborg, och 1935 Danmarks första kvinnliga amtsrådssekretær i Århus Amt. 